# Meserve Auto Truck Company
Meserve Auto Truck Company war ein US-amerikanischer Hersteller von Kraftfahrzeugen.

## Unternehmensgeschichte
William Forest Meserve experimente ab etwa 1895 mit Ottomotoren. 1901 stellte er einen Personenkraftwagen und einen Lastkraftwagen her. Erst im Februar 1902 gründete er das Unternehmen in Canobie Lake in New Hampshire. Er setzte die Produktion von Automobilen im kleinen Rahmen fort. Der Markenname lautete Meserve. 1904 endete die Produktion.

## Fahrzeuge
Das erste Fahrzeug von 1901 war ein Pkw und hatte einen zugekauften Einzylinder-Zweitaktmotor. Abnehmer war Harry Wilson, Lebensmittelhändler aus Derry.
Im gleichen Jahr entstand ein Lkw mit Dampfmotor. Er wurde an einen Käufer in der Nähe veräußert und rund 20 Jahre lang von Pemberton Mills in Lawrence benutzt.
Weitere Fahrzeuge nach Kundenaufträgen folgten.
1904 fertigte Meserve ein Fahrzeug mit einem Vierzylinder-Zweitaktmotor eigener Konstruktion. Er leistete 32 PS. Das Getriebe hatte drei Gänge. Der Radstand des Fahrgestells betrug 274 cm. Karosserie war ein offener Tourenwagen mit Platz für fünf Personen. Die Höchstgeschwindigkeit war mit 64 km/h angegeben.
1905 war ein Fahrzeug auf die Methuen Company in Massachusetts zugelassen.